# Ceará Sporting Club
El Ceará Sporting Club es un club de fútbol brasileño de la ciudad de Fortaleza, en el Estado de Ceará. Fue fundado el 2 de junio de 1914 y desde 2025 juega en el Campeonato Brasileño de Serie A.

## Historia
Fundado en la noche del 2 de junio de 1914, en las calles del histórico barrio del Centro de la Capital, el Ceará Sporting Club tiene como mascota al "abuelo", no porque sea el equipo más antiguo de la capital cearense, sino porque Meton de Alencar Pinto, entonces presidente del club, al recibir a los jóvenes del América Futebol Clube, los trató como si fueran sus propios "nietos".
El club también posee uno de los centros de entrenamiento más modernos del Nordeste, la Cidade Vozão, que ocupa una superficie de ocho hectáreas, con un estadio con capacidad para 4,000 personas, tres campos oficiales de entrenamiento y una cancha de fútbol society. El centro de entrenamiento tiene un edificio con 1,600 m² de construcción.
Entre sus principales títulos se encuentran el Torneo Norte-Nordeste de 1969, el tricampeonato de la Copa do Nordeste logrado en 2015, 2020 y 2023, siendo los dos primeros conquistados de manera invicta, y un total de 45 títulos estatales.
El club ostenta las mejores actuaciones de un club cearense en la Copa do Brasil, siendo subcampeón en 1994, una edición marcada por la controversia de un penal no sancionado a favor del Alvinegro en la final; además de las semifinales en 2005 y 2011.
Es el único equipo del estado y uno de los pocos de Brasil que nunca ha participado en la Serie C del Campeonato Brasileiro. Además, el Ceará es el único club del Nordeste que nunca ha estado sin una división nacional desde 1971 (el Sport, otro nordestino que nunca jugó en la Serie C, estuvo sin participar en una competición nacional en 1972).
El Ceará también tiene, hasta el momento, la mejor actuación en la fase de grupos del formato actual de la Copa CONMEBOL Sudamericana. Con una actuación impecable en la fase de grupos en 2022, el Vovô disputó 6 partidos, ganó los 6, marcó 17 goles y solo recibió 1 gol. 
Junto con Bahía, Sport y Fortaleza, es el club nordestino con más participaciones consecutivas en la Primera División del  Brasileirão (2018-2022). También es el club cearense que más ha participado en el Campeonato Brasileiro de la Serie A y en la Copa do Brasil, y es el segundo mayor campeón del estado en títulos de Campeonato Cearense, con 45 conquistas, siendo pentacampeón una vez (1915-1919), tetracampeón tres veces (1975-1978, 1996-1999 y 2011-2014) y tricampeón una vez (1961-1963). El Ceará es uno de los equipos nordestinos que más ha disputado competiciones internacionales oficiales, con cuatro participaciones: la Copa Conmebol de 1995 y la Copa Sudamericana de 2011, 2021 y 2022. 

## Jugadores

### Plantilla 2025

#### Altas y bajas 2025 (otoño)
| Altas   | Altas     | Altas       | Altas     | Altas |
| Jugador | Posición  | Procedencia | Tipo      | Costo |
| ------- | --------- | ----------- | --------- | ----- |
| Lelê    | Delantero | Fluminense  | Préstamo. | --    |

| Bajas   | Bajas    | Bajas   | Bajas | Bajas |
| Jugador | Posición | Destino | Tipo  | Costo |
| ------- | -------- | ------- | ----- | ----- |

## Entrenadores
- Ferdinando Teixeira (noviembre de 2005–febrero de 2006)[43][44]
- Zé Teodoro (febrero de 2006–julio de 2006)[44][45]
- Dimas Filgueiras (agosto de 2006–enero de 2007)[46][47]
- Lula Pereira (abril de 2008–diciembre de 2008)[48][49]
- Zé Teodoro (dezembro de 2008–marzo de 2009)[50][51]
- Ruy Scarpino (marzo de 2009–abril de 2009)[51][52][53][54]
- Zé Teodoro (abril de 2009–mayo de 2009)[54][55]
- PC Gusmão (mayo de 2009–junio de 2010)[56][57]
- Estevam Soares (junio de 2010–agosto de 2010)[58][59]
- Mário Sérgio (agosto de 2010–septiembre de 2010)[60][61]
- Dimas Filgueiras (interino- septiembre de 2010–?)[61][62][63]
- Estevam Soares (septiembre de 2011–octubre de 2011)[64][65]
- Dimas Filgueiras (octubre de 2011–febrero de 2012)[66][67]
- Lula Pereira (febrero de 2012–marzo de 2012)[68][69]
- PC Gusmão (marzo de 2012–octubre de 2012)[70][71]
- Anderson Silva (interino- octubre de 2012–noviembre de 2012)[72]
- Ricardinho (noviembre de 2012–marzo de 2013)[73][74]
- Dimas Filgueiras (interino- marzo de 2013)[74]
- Leandro Campos (marzo de 2013–junio de 2013)[75][76]
- Dimas Filgueiras (interino- junio de 2013)[76]
- Sérgio Guedes (junio de 2013–agosto de 2013)[77][78]
- Sérgio Soares (agosto de 2013–octubre de 2014)[78][79]
- PC Gusmão (octubre de 2014–diciembre de 2014)[80][81]
- Dado Cavalcanti (diciembre de 2014–febrero de 2015)[82][83]
- Geninho (julio de 2015–agosto de 2015)[84][85]
- Marcelo Cabo (agosto de 2015–septiembre de 2015)[86][87]
- Lisca (septiembre de 2015–marzo de 2016)[87][88][89]
- Sérgio Soares (abril de 2016–noviembre de 2016)[90][91]
- Gilmar Dal Pozzo (noviembre de 2016–febrero de 2017)[92][93]
- Givanildo Oliveira (febrero de 2017–junio de 2017)[94][95]
- Marcelo Chamusca (noviembre de 2017–mayo de 2018)[96][97]
- Jorginho (mayo de 2018–junio de 2018)[98][99]
- Lisca (junio de 2018–abril de 2019)[100][101]
- Enderson Moreira (abril de 2019–octubre de 2019)[102][103]
- Adílson Batista (octubre de 2019–noviembre de 2019)[104][105]
- Argel Fucks (noviembre de 2019–febrero de 2020)[106][107]
- Enderson Moreira (febrero de 2020–marzo de 2020)[108][109]
- Guto Ferreira (marzo de 2020–agosto de 2021)[110][111]
- Tiago Nunes (agosto de 2021–marzo de 2022)[112][113]
- Dorival Júnior (marzo de 2022–junio de 2022)[114][115]
- Pedro Sotero (interino- junio de 2022)[116][117]
- Marquinhos Santos (junio de 2022–agosto de 2022)[118][119]
- Lucho González (agosto de 2022–octubre de 2022)[120][121]
- Juca Antonello (interino- octubre de 2022–noviembre de 2022)[121]
- Gustavo Morínigo (noviembre de 2022–abril de 2023)[122][123]
- Eduardo Barroca (abril de 2023–junio de 2023)[124][125]
- Rodrigo Leitão y  Marcos Valadares (interino- junio de 2023)[125][126]
- Guto Ferreira (junio de 2023–agosto de 2023)[127][128]
- Vágner Mancini (agosto de 2023–junio de 2024)[129][130]
- Léo Condé (junio de 2024–presente)[3]

## Participaciones internacionales
| Competición           | Edición           |
| --------------------- | ----------------- |
| Copa Sudamericana (3) | 2011, 2021, 2022. |
| Copa Conmebol (1)     | 1995.             |

### Por competición
| Torneo            | TJ | PJ | PG | PE | PP | GF | GC | DG  | Puntos |
| ----------------- | -- | -- | -- | -- | -- | -- | -- | --- | ------ |
| Copa Sudamericana | 3  | 18 | 12 | 3  | 3  | 31 | 10 | +21 | 39     |
| Copa Conmebol     | 1  | 2  | 0  | 2  | 0  | 3  | 3  | 0   | 2      |
| Total             | 4  | 20 | 12 | 5  | 3  | 34 | 13 | +21 | 41     |

## Palmarés

### Torneos nacionales
- Subcampeón de la Copa de Brasil en 1994[131]

### Torneos regionales
- Copa do Nordeste (3): 2015, 2020, 2023

- Torneio Norte-Nordeste (1): 1969[132]

- Taça Norte (1): 1964[133]

### Torneos estaduales
- Campeonato Cearense (47):

1915, 1916, 1917, 1918, 1919, 1922, 1925, 1931, 1932, 1939, 1941, 1942, 1948, 1951, 1957, 1958, 1961, 1962, 1963, 1971, 1972, 1975, 1976, 1977, 1978, 1980, 1981, 1984, 1986, 1989, 1990, 1992, 1993, 1996, 1997, 1998, 1999, 2002, 2006, 2011, 2012, 2013, 2014, 2017, 2018, 2024, 2025
- Torneos Metropolitanos (5): 1915, 1916, 1917, 1918, 1919[134]

### Torneos amistosos
- Torneio Pará-Ceará: 1993
- Taça Pontes do Recife: 1997
- Taça Asa Branca: 2016

### Torneos categorías juveniles
- Campeonato Brasileiro Sub-23: 2020